# 杉本和巳
杉本 和巳（すぎもと かずみ、1960年9月17日 - ）は、日本の政治家。日本維新の会所属の衆議院議員（5期）。外務委員会理事、沖縄及び北方問題に関する特別委員会理事、裁判官弾劾裁判所裁判員を務める。　

## 来歴 ・人物
東京都文京区千駄木生まれ（現住所は愛知県一宮市せんい4丁目）。早稲田実業学校中等部・高等部を経て、1983年に早稲田大学政治経済学部経済学科を卒業。同年、日本興業銀行（後のみずほコーポレート銀行、現・みずほ銀行）に入行。
1991年にオックスフォード大学大学院、1992年にハーバード大学ケネディ・スクール修士課程を修了した。
1993年から新日本証券（現みずほ証券）に、1997年から電源開発に出向。
1999年に日本興業銀行に復帰し、あわせて2001年まで札幌大学で非常勤講師を務めた。

### 衆院選に出馬・民主党議員として
2004年3月5日、民主党衆議院議員の佐藤観樹が秘書給与詐取疑惑の責任をとり辞職。2005年、民主党の全国公募に応募し、佐藤の後継として愛知県第10区総支部長に就任。愛知県に移り、同年9月11日の第44回衆議院議員総選挙に愛知10区から出馬したが、自由民主党の江﨑鐵磨に敗れ、落選した。
2009年8月30日、第45回衆議院議員総選挙の愛知10区で自民党の江崎を破り、初当選。
2011年8月26日、菅直人首相が民主党代表辞任を正式に表明。菅の辞任に伴う代表選挙（8月29日投開票）では馬淵澄夫の推薦人に名を連ねた。
2012年6月26日　消費税増税法案に賛成票を投じた。
同年10月5日、民主党に離党届を提出。民主党は10月30日、常任幹事会を開き、離党届を受理せず除籍処分とすることを決定した。
同年10月16日、みんなの党に入党した。
同年12月16日の第46回衆議院議員総選挙にみんなの党公認、日本維新の会・新党改革推薦を受けて立候補。民主党は国会議員政策秘書の松尾和弥を擁立し、日本未来の党は一宮タイムス社長の高橋一を擁立した。自民党元職の江崎が選挙区を制し当選。野党票は大きく割れるも、杉本は比例東海ブロックで復活し、再選。選挙後、みんなの党副幹事長・政調副会長を経て、党総務委員長・国会対策委員長代理に就任。

### みんなの党を離党・日本維新の会へ
2014年11月21日、みんなの党に離党届を提出。民主党・みんなの党の両党幹部は、杉本の民主党復党を検討するも、県連や地元議員らの反対を受ける。11月22日、杉本は記者会見し無所属での出馬を正式表明した。11月27日、民主党愛知県連は愛知10区の公認候補を江南市議の小林弘子とする方針を決定。同年12月14日、第47回衆議院議員総選挙で愛知10区に無所属で出馬するも落選。
2015年9月1日、維新の党から次期衆院選の公認内定を受ける。ところが、直後に党が分裂。杉本は、維新の党の大阪系議員らが同年10月24日に開催した同党の「臨時党大会」に出席した。
2016年2月9日におおさか維新の会衆院愛知10区支部長就任が発表され、12月19日に日本維新の会愛知県総支部代表代行就任が発表された。
2017年10月の第48回衆議院議員総選挙は、次点で落選した希望の党の安井美沙子より2万2千票近く下ったが、比例東海ブロックの名簿1位に登載されていたため、日本維新の会が獲得した1議席に選ばれ、3選を果たした。
2021年10月31日の第49回衆議院議員総選挙では、小選挙区で次点となり比例復活で4選を果たした。
2022年5月、ロシアのウクライナ侵攻に伴うロシア政府による日本への報復措置（ロシア連邦への日本政府の政策に対する報復措置に関してのロシア外務省声明）によって、ロシア連邦への入国を恒久的に禁止された。
同年11月18日、衆議院選挙区の新しい区割りである「10増10減」の改正公職選挙法案が参議院で可決された。愛知県内の選挙区は15から16に増え、愛知10区の区域は「一宮市と岩倉市」に変わった。
2024年10月27日に行われた衆院選の愛知10区では、杉本、江﨑の後継の若山慎司、立憲民主党新人の藤原規眞の3人が立候補し、杉本、藤原、若山の三つ巴の争いになるも、藤原が若山を162票の僅差で下し、初当選した。杉本と若山はいずれも比例復活で当選した。

## 政策・主張

### 憲法
- 憲法改正についての各メディアのアンケートの結果は以下のとおり。
  - 2017年 - 朝日新聞社には「どちらかといえば賛成」と回答[35]。
  - 2021年 - 朝日新聞社には「どちらかといえば賛成」と回答[36]。毎日新聞社には「賛成」と回答[37]。
  - 2024年 - NHKには「賛成」と回答[38]。

- 9条改憲について、2017年の中日新聞社のアンケートでは回答しなかった[39]。9条への自衛隊の明記について、2021年のNHKのアンケートでは回答しなかった[40]。2024年の日本テレビのアンケートでは「どちらともいえない」と回答[41]。
- 改正すべき項目として「教育の充実に向けた環境整備を行う旨を明記する」「憲法裁判所を設置する」と主張[36]。

### 外交・安全保障
- 安全保障関連法の成立について、2017年の朝日新聞社のアンケートで「どちらとも言えない」と回答[35]。
- 「北朝鮮に対しては対話よりも圧力を優先すべきだ」との問題提起に対し、2017年の朝日新聞社のアンケートで「どちらともいえない」と回答[35]。
- 徴用工訴訟などの歴史問題をめぐる日韓の関係悪化についてどう考えるかとの問いに対し、2021年の毎日新聞社のアンケートで「より強い態度で臨む」と回答[37]。

### ジェンダー
- 選択的夫婦別姓制度の導入についての各メディアのアンケートの結果は以下のとおり。
  - 2014年 - 朝日新聞社には「どちらかといえば反対」と回答[42]。
  - 2017年 - 朝日新聞社には「どちらとも言えない」と回答[35]。
  - 2021年 - 朝日新聞社には「どちらかといえば賛成」と回答[36]。
  - 2024年 - NHKには「賛成」と回答[38]。

- 同性婚を可能とする法改正についての各メディアのアンケートの結果は以下のとおり。
  - 2017年 - 朝日新聞社には「どちらとも言えない」と回答[35]。
  - 2021年 - NHKには「どちらかといえば賛成」と回答[40]。
  - 2024年 - NHKには回答しなかった[38]。

- 「LGBTなど性的少数者をめぐる理解増進法案を早期に成立させるべきか」との問題提起に対し、2021年の朝日新聞社のアンケートで「賛成」と回答[36]。
- クオータ制の導入について、2021年のNHKのアンケートで「どちらかといえば賛成」と回答[40]。

### その他
- 原子力発電所の再稼働問題について、2017年の中日新聞社のアンケートで「2030年までに原発ゼロにするべき」と回答[39]。
- 「原子力発電への依存度について今後どうするべきか」との問題提起に対し、2021年のアンケートで「今後下げるべき」と回答[40]。
- アベノミクスについて、2017年のアンケートで「どちらかといえば評価しない」と回答[35]。
- 安倍内閣による森友学園問題・加計学園問題への対応について、2017年のアンケートで「評価しない」と回答[35]。
- 森友学園への国有地売却をめぐる公文書改竄問題で、2021年5月6日、国は「赤木ファイル」の存在を初めて認めた[43]。しかし5月13日、菅義偉首相はファイルの存在を踏まえた再調査を行わない考えを報道各社に書面で示した[44]。9月の自民党総裁選挙で総裁に選出された岸田文雄も10月11日、衆議院本会議の代表質問で再調査の実施を否定した[45]。国の対応をどう考えるかとの同年の毎日新聞社のアンケートに対し選択肢以外の回答をした[37]。

## 人物像
- 趣味は、夏山登り、カラオケ、テニスなど[8]。
- 特技は手料理[8]。
- 実家は靴下屋であった[8]。

## 騒動

### 議員会館の使用
2021年11月2日、『週刊文春』電子版が、杉本が議員会館を不適切に使用した疑いがあると報じた。杉本は妻の影響を受け、ヨガの儀式である「オーム・チャンティング」に傾倒。議員会館でも人を呼び、定期的に「オーム・チャンティング」を開催していたとされる。衆議院事務局の担当者は「議員会館の会議室等の使用は会派に直接関係のある会合で、議員が主催する会合及び行事等に限る」と述べており、杉本の行為は不適切との指摘がなされている。
杉本は、団体の創始者が2019年に来日した際に「オーム・チャンティング」に入信したとされる。地元事務所の元公設秘書は、初出勤した日に第一公設秘書から杉本が宗教活動に熱心であるとの説明を受けており、「入信しない人間は必要としないことがよくわかったため、1年ほどで公設秘書を辞めた」と取材に答えている。この元公設秘書について、杉本の代理人弁護士は「ヨガへの参加を勧誘したことない」「内心の自由、信仰の自由に関わる問題であり、当該元公設秘書の退職について、杉本氏が何らかの意見を述べるべき立場にはないと考えている」と回答した。

### 政治資金
2021年11月29日、愛知県選挙管理委員会が前年分の政治資金収支報告書を公表。これにより、杉本の資金管理団体「中部政治経済会議」が2020年11月10日にほら貝の購入費として4万3230円を、同年10月23日に宗教法人GLAの会費として3万3100円をいずれも政治資金から支出していたことが明らかとなった。杉本の事務所は取材に対し「ほら貝は選挙の出陣式で景気づけに吹くために買った」「練習したが、いい音が出ず実際には使えなかった」と回答し、会費については「問題解決などの手段・対処法を学ぶ目的で、延べ数日間の研修参加費用として支払った」と回答した。杉本は「政治資金収支報告書に計上すべき支出ではなかった」と話し、返金して収支報告書を訂正する考えを示した。

## 選挙歴
| 当落 | 選挙                   | 執行日         | 年齢 | 選挙区       | 政党         | 得票数     | 得票率 | 定数 | 得票順位 /候補者数 | 政党内比例順位 /政党当選者数 |
| ---- | ---------------------- | -------------- | ---- | ------------ | ------------ | ---------- | ------ | ---- | ------------------ | ---------------------------- |
| 落   | 第44回衆議院議員総選挙 | 2005年09月11日 | 44   | 愛知県第10区 | 民主党       | 10万4827票 | 39.29% | 1    | 2/3                | 14/8                         |
| 当   | 第45回衆議院議員総選挙 | 2009年08月30日 | 48   | 愛知県第10区 | 民主党       | 17万2401票 | 60.71% | 1    | 1/3                | /                            |
| 比当 | 第46回衆議院議員総選挙 | 2012年12月16日 | 52   | 愛知県第10区 | みんなの党   | 6万563票   | 25.99% | 1    | 2/5                | 1/2                          |
| 落   | 第47回衆議院議員総選挙 | 2014年12月14日 | 54   | 愛知県第10区 | 無所属       | 4万5702票  | 22.11% | 1    | 2/4                | /                            |
| 比当 | 第48回衆議院議員総選挙 | 2017年10月22日 | 57   | 愛知県第10区 | 日本維新の会 | 4万4258票  | 19.58% | 1    | 3/4                | 1/1                          |
| 比当 | 第49回衆議院議員総選挙 | 2021年10月31日 | 61   | 愛知県第10区 | 日本維新の会 | 6万2601票  | 27.02% | 1    | 2/5                | 1/2                          |
| 比当 | 第50回衆議院議員総選挙 | 2024年10月27日 | 64   | 愛知県第10区 | 日本維新の会 | 5万2957票  | 30.76% | 1    | 3/3                | 1/1                          |